# Distretto di Kazincbarcika
Il distretto di Kazincbarcika (in ungherese Kazincbarcikai járás) è un distretto dell'Ungheria, situato nella provincia di Borsod-Abaúj-Zemplén.